# Manuel Sanroma Valencia
|  | No s'ha de confondre amb Manuel Sanromà Lucía. |

Manuel Sanroma Valencia   (Almagro, 9 de maig de 1977 - Sant Pere de Ribes, 19 de juny de 1999) fou un ciclista espanyol, professional des del 1998 fins al 1999, any de la seva mort. Aquesta va tenir lloc durant la disputa de la Volta a Catalunya de 1999, en el tram final de la 3a etapa, que acabava a Vilanova i la Geltrú. Sanroma va patir un accident, on el seu cap va impactar contra la vorera. Va morir a l'ambulància quan es dirigia cap a l'hospital.

## Palmarès
- 1998
  - Vencedor d'una etapa a la Volta a l'Alentejo
  - Vencedor de 3 etapes a la Volta a Veneçuela
- 1999
  - Vencedor de 4 etapes a la Volta a l'Alentejo
  - Vencedor d'una etapa a la Volta a la Comunitat Valenciana
  - Vencedor de 2 etapes a la Volta a Astúries